# Mike Pruitt
Pour les articles homonymes, voir Pruitt.
(en) Statistiques sur pro-football-reference
Michael L. Pruitt (né le 3 avril 1954 à Chicago) est un joueur américain de football américain.

## Carrière

### Université
Pruitt est étudiant à l'université Purdue, jouant avec les Boilermakers.

### Professionnel
Mike Pruitt est sélectionné au premier tour du draft de la NFL de 1976 par les Browns de Cleveland au septième choix. Les deux premières saisons professionnels de Pruitt le voient faire banquette avant qu'il devienne titulaire au poste de fullback, inscrivant cinq touchdowns. Il fait ensuite deux saisons pleines, sélectionné deux fois consécutivement au Pro Bowl. Après une saison 1982 marqué par une blessure, il revient en 1983 et inscrit son plus grand nombre de touchdowns en une saison avec douze.
En 1985, il est libéré par les Browns et signe avec les Bills de Buffalo, n'apparaissant que lors de quatre avant d'être laissé aux Chiefs de Kansas City avec qui il marque deux touchdowns en 1985 et deux la saison suivante.